# 马尔莫拉
马莫拉（義大利語：Marmora），是意大利库内奥省的一个市镇。总面积41平方公里，人口80人，人口密度2.0人/平方公里（2009年）。ISTAT代码为004119。